# Brunneosporella
Brunneosporella — рід грибів родини Papulosaceae. Назва вперше опублікована 2001 року.

## Класифікація
До роду Brunneosporella відносять 1 вид:
- Brunneosporella aquatica